# 1816 Ліберія
1816 Лібе́рія (1816 Liberia) — астероїд головного поясу, відкритий 29 січня 1936 року.
Тіссеранів параметр щодо Юпітера — 3,399.